# Film.ru
«Фильм.ру» — российский интернет-портал о кинематографе, один из старейших и крупнейших российских киносайтов. Работает с декабря 1999 года. Зарегистрирован в Роспечати как общероссийское электронное периодическое издание (свидетельство о регистрации Эл ФС77-25514).

## Описание
Издание освещает текущие события российского и мирового кинематографа, публикует новости, аналитические статьи, фоторепортажи, создаёт спецпроекты. По данным агрегатора «Критиканство», за всю свою историю Film.ru опубликовал более 2,5 тысяч рецензий на фильмы. На сайте поддерживается русскоязычная база данных о фильмах (аналог IMDb), в разделе «Афиша» публикуются оперативные расписания московских кинотеатров. Периодически «Фильм.ру» выступает информационным спонсором в прокатных кампаниях и на киномероприятиях, например, в рамках национальной кинематографической премии «Ника».

## История
Сайт был создан в 1999 году Сергеем Аксёновым, который также создал сайты «Артхаус. Ру» и «ВидеоГид». В рамках портала он также создал официальные сайты некоторых российских и зарубежных фильмов: «Брат-2», «Сёстры», «Через тернии к звёздам». До 2006 года сайт находился под управлением ООО «Фильм».
В 2006 году сайт был приобретён компанией Entertime, частью медиагруппы «Собака» (которой также принадлежал журнал TimeOut). Сайту была поставлена задача стать конкурентом «Афиши.ру». В 2007 году Антон Костылёв был назначен главным редактором «Film.ru». За первый год работы с новой командой посещаемость сайта увеличилась в 2,5 раза.
В 2010 году сайт был продан издательскому дому C-Media, которой также принадлежал бумажный журнал Empire. В 2010—2013 годы сайт был интернет-версией Empire и не имел отдельной редакции.
В 2013 году Film.ru возглавил бывший главный редактор журналов Total DVD и Empire Борис Хохлов, после чего у сайта появилась самостоятельная редакция. На сайте начались регулярные публикации статей и обзоров о кино, основными авторами которых были Хохлов, Борис Иванов, Евгений Ухов и другие постоянные авторы Total DVD и Empire.
В июле 2018 года Хохлов и Иванов покинули сайт, у которого сменилось руководство. Новым главным редактором стала Екатерина Карслиди, ранее работавшая над сайтом Cinemaholics, а издателем — Владислав Потехин. При новом руководстве большинство обзоров на Film.ru стали писать авторы Cinemaholics, такие как Ефим Гугнин и Алихан Исрапилов.

## Награды
«Фильм.ру» многократно завоёвывал различные места в сетевом конкурсе РОТОР.